# Ľubotínka
Ľubotínka – potok, prawy dopływ Popradu na Słowacji. Jest ciekiem 4 rzędu o długości 16,5 km. Wypływa  na wysokości około 1075 m na południowo-wschodnich zboczach szczytu Kuligura (1250 m) w Górach Lewockich. Po opuszczeniu porośniętych lasem gór płynie przez pokryte polami uprawnymi obszary miejscowości Bajerovce, potem dokonuje przełomu przez porośnięte lasem pasmo wzgórz Hromovec i dalej aż do ujścia płynie przez bezleśne tereny miejscowości Vislanka, Ďurková i Ľubotín. W tej ostatniej uchodzi do Popradu na wysokości 480 m.
Główne dopływy: Lazčík, Vislanka, Hradlová, Trnkový potok. Zlewnia Ľubotínki znajduje się w dwóch regionach geograficznych: Góry Lewockie (górna część) i Šariš (dolna część).